# Мой гигант
«Мой гигант» (англ. My Giant) — фильм режиссёра Майкла Леманна. Кинокомедия. Фильм снят в США в 1998 году.

## Сюжет
Сэм Кэмин — неудачливый киноагент. Он отправляется в Румынию на съемки фильма, чтобы быть со своим единственным клиентом. Но, добравшись туда, он узнает, что его подопечный нашёл себе другого агента, а Сэма уволил. В отчаянии он едет по сельским дорогам, не разбирая пути, пока не теряет контроль над машиной и не сваливается в реку. Его спасают, и он приходит в себя в монастыре и знакомится со своим спасителем — человеком огромного роста. Сэм сразу понимает, что ему предоставился уникальный шанс, и он убеждает своего спасителя отправиться с ним в Америку и стать киноактером…

## Интересные факты
В роли великана Макса снялся румынский баскетболист Георге Муришан, играющий в профессиональной команде НБА Washington Wizards. Это его дебют в большом кино.
На съемочную площадку Муришана приходилось доставлять в специально оборудованном с учётом его роста фургоне. С английским языком у него были проблемы, но в конце концов, по словам Кристала (Билли Кристал — сценарист), он великолепно справился со своей ролью.